# Paronuphis benthaliana
Paronuphis benthaliana är en ringmaskart som först beskrevs av McIntosh 1885.  Paronuphis benthaliana ingår i släktet Paronuphis och familjen Onuphidae. Inga underarter finns listade i Catalogue of Life.